# سد النهضة
سد النهضة الإثيوبي العظيم (بالأمهرية: ታላቁ የኢትዮጵያ ሕዳሴ ግድብ) المعروف سابقًا باسم سد الألفية هو سدٌ على النيل الأزرق في إثيوبيا، وبدأ بناؤه عام 2011. 2011. يقع السد في منطقة إقليم بنيشنقول-قماز الإثيوبي على بُعد 15 كيلومترًاً (9 أميال) شرقًا من الحدود الإثيوبية السودانية.
الغرض الأساسي من إنشاء السد هو توليد الكهرباء لتعويض النقص الحاد في الطاقة في إثيوبيا، إضافةً إلى تصديرها إلى البلدان المُجاورة. من المُتوقع أن يصبح السد أكبر محطة للطاقة الكهرومائية في أفريقيا، وسابع أكبر محطة في العالم بقدرة إنتاجية مُخططة تبلغ 6.45 جيجاواط.
بدأ ملء الخزان في يوليو 2020، ومن المتوقع أن يستغرق اكتماله ما بين 5 إلى 15 عامًا، وذلك وفقاً للظروف الهيدرولوجية خلال فترة الملء، والاتفاقيات بين مصر (دولة المصب للنيل)، وإثيوبيا، والسودان.

## خلفية
كانت دول حوض النيل سابقاً مستعمرات لدول أجنبية، ثم حصلت على استقلالها، وظهرت أولى الاتفاقيات لتقسيم مياه النيل عام 1902 في أديس أبابا، حيث عقدت بين بريطانيا، بصفتها ممثلة لمصر والسودان، وإثيوبيا، ونصَّت على عدم إقامة أي مشروعات على النيل الأزرق، أو بحيرة تانا ونهر السوباط. ثم وُقِّعت اتفاقية بين بريطانيا وفرنسا عام 1906، وأخرى بين بريطانيا ومصر عام 1929م. نصَّت هذه الاتفاقية على إقرار دول الحوض بحصة مصر المكتسبة من مياه النيل، ومنح مصر حق الاعتراض في حالة إنشاء هذه الدول مشروعات جديدة على النهر وروافده. وكانت هذه الاتفاقية بين مصر وبريطانيا ، التي كانت تمثل كلااً من كينيا وتنزانيا والسودان وأوغندا ، بهدف تنظيم استفادة مصر من بحيرة فيكتوريا. وتم تخصيص نسبة 7.7٪ من تدفق المياه للسودان، و92.3٪ لمصر.
خلال فترة حكم الإمبراطور هيلا سيلاسي، قام مكتب الاستصلاح الأمريكي بين عامي 1956 و1964 بتحديد الموقع النهائي لسد النهضة الإثيوبي على مجرى النيل الأزرق، ولكن بسبب الانقلاب العسكري عام 1974 توقف المشروع. بين أكتوبر 2009 وأغسطس 2010 قامت الحكومة الإثيوبية بمسح موقع السد، وفي نوفمبر 2010 قدم جيمس كليستون تصميمًا للسد.
بعد يوم واحد من الإعلان عن المشروع رسميًا في 31 مارس 2011 مُنحت الشركة الإيطالية وي بيلد عقدًا بقيمة 4.8 مليار دولار دون مناقصة تنافسية، وفي 2 أبريل 2011 وضع وضع رئيس الوزراء الإثيوبي آنذاك، ملس زيناوي حجر الأساس للمشروع، وقد أُسس مصنع لتكسير الصخور بجانب قطاع جوي للنقل السريع، وكان من المتوقع تشغيل أول توربين لتوليد الطاقة بعد 44 شهرًا من بدء البناء، أي ما يقارب 3 سنوات و8 أشهر .
إعترضت مصر على بناء السد الذي يبعد عنها أكثر من 2500 كم، بسبب مخاوف من أن السد سيقلل من كمية حصتها من ماء النيل، وقد عارض ملس زيناوي ما قالته مصر بناءً على دراسة غير محددة زعمت أن السد لن يقلل من كمية المياه في النهر بل سينظم كمية المياه اللازمة للري، وفي مايو 2011 أُعلن أن إثيوبيا سوف تشارك تصميم السد مع مصر، لتمكين مصر من دراسة تأثير السد على المصب.
في البداية كان السد يُعرف بـ«المشروع إكس»، وبعد الإعلان عنه سُمي بسد الألفية، وفي 15 أبريل 2011 أعاد مجلس الوزراء الإثيوبي تسميته بسد النهضة الإثيوبي الكبير. تمتلك إثيوبيا القدرة على إنتاج 45 جيجاواط من الطاقة الكهرومائية. يُموَّل السد من خلال السندات الحكومية والتبرعات الخاصة، وكان من المقرر الانتهاء منه في يوليو 2017.
هناك جدل إقليمي حاد حول التأثيرات المحتملة للسد. طالبت الحكومة المصرية، التي تعتمد بشكل كبير على مياه النيل، إثيوبيا بوقف بناء السد. كشرط مسبق لبدء المفاوضات كما سعت للحصول على دعم إقليمي لموقفها، وناقش بعض القادة السياسيين في عهد الرئيس محمد مرسي إمكانية تدمير السد. أطلقت مصر مبادرة دبلوماسية لتقليل الدعم الاقليمي والدولي للسد، خاصة من دول داعمة مثل الصين وإيطاليا. ومع ذلك، أعربت دول أخرى في مبادرة حوض النيل، بما فيهم السودان، عن دعمها للسد، واتهم السودانُ مصرَ بتصعيد حدة التوتر بشأن القضية.
تنفي إثيوبيا أن يكون للسد أي تأثير سلبي على تدفق المياه في اتجاه مجرى النهر، وتؤكد أن السد سيزيد من تدفق المياه إلى مصر عبر تقليل التبخر في بحيرة ناصر. اتهمت إثيوبيا مصر بالمبالغة في مخاوفها بشأن السد، وفي 5 أكتوبر 2019 أعلنت مصر أن المحادثات مع السودان وإثيوبيا بشأن سد النهضة قد وصلت إلى طريقٍ مسدود. في نوفمبر 2019 حاول وزير الخزانة الأمريكي ستيفن منوشين، التوسط تسهيل المفاوضات بين الدول الثلاثة.

## الإعلان عن إنشائه
أعلنت اثيوبيا في فبراير 2011 عن عزمها إنشاء سد على النيل الأزرق، والذي يعرف بسد هيداسي على بُعد 20-40 كم من الحدود السودانية، بسعة تخزينية تُقدّر بنحو 16.5 مليار متر مكعب. أُسند إلى شركة ساليني الايطالية بالأمر المباشر، وأُطلق عليه اسم "مشروع إكس". وسرعان ما تغيّر الاسم إلى "سد الألفية الكبير". ووُضع حجر الأساس في 2 أبريل 2011، ثم تغيّر الاسم للمرة الثالثة في الشهر نفسه ليصبح "سد النهضة الإثيوبي الكبير".ويعدّ هذا السد واحداً من أربعة سدود رئيسية التي اقترحتها دراسة مكتب الاستصلاح الأمريكي(USBR).

## التسلسل الزمني
- 1956 – 1964: تم تحديد الموقع النهائي لسد النهضة الكبير الإثيوبي بواسطة مكتب الولايات المتحدة للاستصلاح مكتب استصلاح الأراضي الأمريكي[الإنجليزية] (إحدى إدارات الخارجية الأمريكية) خلال عملية مسح للنيل الأزرق أجريت بين عامي 1956 و 1964 دون الرجوع إلى مصر حسب اتفاقية 1929.

- أكتوبر 2009 - أغسطس 2010: قامت الحكومة الإثيوبية بعملية مسح للموقع.

- نوفمبر 2010: تم الانتهاء من تصميم السد.

- 31 مارس 2011: وبعد يوم واحد من الإعلان عن المشروع، تم منح عقد قيمته 4.8 مليار دولار دون تقديم عطاءات تنافسية للشركة الإيطالية ساليني.

- 2 أبريل 2011: وضع رئيس وزراء إثيوبيا السابق ملس زيناوي حجر الأساس للسد وقد تم إنشاء كسّارة للصخور جنبا إلى جنب مع مهبط للطائرات الصغيرة للنقل السريع

- 15 أبريل 2011: أعاد مجلس الوزراء الأثيوبي تسمية السد بسد النهضة الأثيوبي الكبير حيث كان في البداية يطلق عليه مشروع إكس وبعد الإعلان عن عقود المشروع سمي بسد الألفية.

- مايو 2011: أعلنت أثيوبيا أنها سوف تتقاسم مخططات السد مع مصر حتى يمكن دراسة مدى تأثير السد على المصب.

- مارس 2012: أعلنت الحكومة الأثيوبية عن ترقية لتصميم محطة توليد كهرباء السد، وزيادتها من 5250 ميجاوات إلى 6000 ميجاوات.
- يوليو 2019: التاريخ المقرر فيه من المقرر أن يتم الانتهاء من المشروع.
- في 15 يوليو 2020 أعلن وزير الري الأثيوبي عن البدء في ملئ سد النهضة رغم عدم التوصل إلى اتفاق بين الدول الثلاثة مصر والسودان وأثيوبيا مؤكداً أن صور الأقمار الاصطناعية الأخيرة لسد النهضة كانت صحيحة.[33]

## الموقع الجغرافي

خريطة تبين دول حوض النيل

معروف أن نهر النيل ينبع من مصدرين رئيسيين هما:
1. الهضبة الإثيوبية، التي تشارك بنحو 71 مليار م3 عند أسوان (85% من إيراد نهر النيل)، من خلال ثلاثة أنهار رئيسية: النيل الأزرق (أباي) 50 مليار م3، ونهر السوباط (بارو- أكوبو) 11 مليار م3، ونهر عطبرة (تيكيزي) 11م3.
2. هضبة البحيرات الإستوائية التي تشارك بنحو 13 مليار م3 (15% من إيراد نهر النيل) تشمل بحيرات فيكتوريا، وكيوجا، وإدوارد، وجورج، وألبرت.

ويقع سد النهضة (الألفية) في نهاية النيل الأزرق في منطقة بني شنقول جوموز وعلى بعد نحو 20-40 كم من الحدود السودانية، خط عرض 11 درجة 6 شمالا، طول 35 درجة 9 شرقا، على ارتفاع نحو 500-600 متر فوق سطح البحر. ويصل متوسّط الأمطار في منطقة السد إلى نحو 800 مم/سنة (3).

## الموقع الجيولوجي
يقع السد في منطقة تغلب عليها الصخور المتحولة لحقبة ما قبل الكمبري، والتي تشبه في تكوينها جبال البحر الأحمر الغنية ببعض المعادن والعناصر المهمة، مثل الذهب والبلاتين والحديد والنحاس، بالإضافة إلى محاجر الرخام.
وهناك عوامل جيولوجية وجغرافية كثيرة تتسبب في فشل كثير من المشروعات المائية في دول منابع نهر النيل بصفة عامة وأثيوبيا بصفة خاصة، من بينها:
1. صعوبة التضاريس، حيث الجبال المرتفعة والأودية الضيقة والعميقة، وما يتبعها من صعوبة نقل المياة من مكان إلى آخر في حالة تخزينها.
2. انتشار الصخور البركانية البازلتية، خاصة في أثيوبيا، وهي صخور سهلة التعرية بواسطة الأمطار الغزيرة، وأيضا ضعيفة هندسيّا لتحمل إقامة سدود عملاقة.[محل شك]
3. تأثير الصخور البازلتية أيضا في نوعية المياه، خاصة في البحيرات، حيث تزيد من ملوحتها كما هو الحال في البحيرات الأثيوبية التي تقع في منطقة الأخدود في كل من إثيوبيا وكينيا وتنزانيا، والتي تشكل عائقا أيضا في تكوين مياه جوفية.
4. التوزيع غير المتجانس للأمطار، سواء الزمني أو المكاني.
5. زيادة معدلات التبخر، التي يصل متوسطها إلى 80% من مياه الأمطار، كما هو الحال في معظم القارة الإفريقية.
6. زيادة التعرية وانجراف التربة، نتيجة انتشار الصخور الضعيفة، والانحدارات الشديدة لسطح الأرض، وغزارة الأمطار في موسم مطر قصير، بالإضافة إلي زيادة معدل إزالة الغابات مع زيادة عدد السكان.
7. يحد حوض النيل في دول المنابع مرتفعات كبيرة تمنع إمكانية نقل مياه النيل إلى الأماكن التي تعاني نقص المياه، خاصة في موسم الجفاف، ويتّضح هذا جليّا في كل من أثيوبيا وكينيا وتنزانيا.
8. عدم ملاءمة الزراعة المروية لدول الحوض، نظرا لصعوبة التضاريس، وعدم إمكانية نقل المياه سطحيا.
9. وجود الأخدود الإفريقي في جميع دول المنابع، وما يسببه من تشققات وفوالق ضخمة، ونشاط بركاني وزلزالي قد يؤثر في المشروعات المائية خاصة في إثيوبيا.
10. التغيرات المناخية التي قد تسبب جفافا في بعض الأماكن، وأمطارا في أماكن أخرى.

## التصميم
تغير التصميم عدة مرات بين عامي 2011 و 2017. وقد أثر ذلك على كل من المعاملات الكهربائية والتخزين.
في عام 2011، كان في الأصل من المقرر أن تستقبل محطة الطاقة الكهرومائية 15 وحدة توليد بسعة 350 ميجاوات لكل وحدة، مما أدى إلى قدرة إجمالية مجمعة تبلغ 5 250 ميغاواط مع توليد متوقع للطاقة قدره 15 128 جيغاواط في الساعة سنويًا.
في عام 2013، قامت لجنة الخبراء المستقلة (IPoE) بتقييم السد ومعاييره التكنولوجية. في ذلك الوقت، غُير حجم الخزان بالفعل. ارتفع حجم الخزان عند مستوى الإمداد الكامل إلى 1874 كيلومتر مربع (724 ميل مربع) (بالإضافة إلى 194 كيلومتر مربع). زاد حجم التخزين عند مستوى الإمداد الكامل إلى 74 كيلومتر مكعب (زائد 7 كيلومتر مكعب). لم تتغير هذه الأرقام بعد عام 2013.
بعد أن قدمت لجنة الخبراء المستقلة توصياتها، في عام 2013، غيرت معاملات السد لحساب أحجام التدفق الأعلى في حالة الفيضانات الشديدة: ارتفاع السد الرئيسي 155 مترًا (زائد 10 أمتار) بطول 1780 مترًا (بدون تغيير) وحجم السد 10.2 مليون متر مكعب (زائد 0.1 مليون متر مكعب). لم تتغير معايير المخرج، ورفعت قمة السد الرئيسي فقط. ارتفع سد السناد الصخري (بالإنجليزية: rock saddle dam) إلى ارتفاع 50 م (160 قدمًا) (زائد 5 أمتار) بطول 5200 م (17100 قدم) (زائد 400 متر). زاد حجم سد السناد الصخري إلى 16.5 مليون متر مكعب (بالإضافة إلى 1.5 مليون متر مكعب).
سوف يكون السد طويل القامة، يبلغ ارتفاعه 170 متراً (558 قدم)، وبعرض 1,800 متر (5,906 قدم) من النوع الوزني (بالإنجليزية: Gravity Type) مكون من الخرسانة المضغوطة (بالإنجليزية: Roller-compacted concrete) وسيكون لها محطتين لتوليد الطاقة الكهربائية، كل على جانبي قناتي تصريف المياه. محطتين للطاقة، اليسرى واليمنى، سوف تحتوي كل منهما على 8 × 350 ميجاوات من توربينات فرانسيس والمولدات. ولدعم السد سيكون الخزان بطول 5 كلم (3 ميل)، و50 مترا (164 قدم) ارتفاع سد السرج. وسيسع خزان السد لحجم74مليار م3 من المياه.

### وحدات إنتاج الكهرباء
يحتوي تصميم السد علي 16 وحدة كهربائية، قدرة كل منها 350 ميجاوات، عبارة عن 10 توربينات من نوع عنفة فرنسيس على الجانب الأيسر من قناة التصريف، و6 توربينات أخري من نفس النوع على الجانب الأيمن، باجمالي 6 450 ميجاوات، مما يجعل سد النهضة في المرتبة الأولي أفريقيا والعاشرة عالميا في قائمة أكبر السدود إنتاجا للكهرباء. من المتوقع أن يكون متوسط التدفق السنوي للنيل الأزرق المتاح لتوليد الطاقة1,547 م 3 م3⋅/⋅ثانية، مما يؤدي إلى توقع سنوي لتوليد الطاقة قدره 16 153 جيغاوات/ساعة، وهو ما يتوافق مع معامل الحمل للمحطة (أو عامل السعة) 28.6٪.

## التكلفة والتمويل
تبلغ تكلف سد النهضة نحو 4,8 مليار دولار أمريكي، والتي من المتوقع أن تصل في نهاية المشروع إلي حوالي 8 مليارات دولار أمريكي للتغلب علي المشاكل الجيولوجية التي سوف تواجه المشروع، وأعلنت الحكومة الإثيوبية أنها تعتزم تمويل كامل لتكلفة السد بنفسها بعد اتهامها مصر بأنها تحرض الدول المانحة بعدم المشاركة، وقد أصدرت سندات تستهدف الإثيوبيين في البلاد والخارج لهذه الغاية. التوربينات والمعدات الكهربائية المرتبطة بها من محطات الطاقة الكهرومائية تكلف حوالي 1.8 مليار دولار أمريكي ويقال أن التمويل سيتم من قِبِل البنوك الصينية. وهذا من شأنه ترك 3 مليارات دولار أمريكي يتم تمويلها من قِبَل الحكومة الإثيوبية ومن خلال وسائل أخرى. تُقدر تكلفة البناء بـ 4.8 مليار دولار أمريكي، وهذا على ما يبدو باستثناء تكلفة خطوط نقل الطاقة الكهربائية، وذلك يتوافق مع أقل من 15٪ من ناتج إثيوبيا المحلي الإجمالي البالغ 41.906 مليار دولار في عام 2012.

## الإنشاء
سوف يكون المقاول الرئيسي للمشروع هو شركة ساليني الإيطالية، والتي شغلت أيضا منصب المقاول الرئيسي لسدود جيلجل 1، جيلجل 2،
جيلجل 3، وتانا وبيليس Beles. ومن المتوقع أن تستهلك 10 ملايين طن متري من الخرسانة،  وقد تعهدت الحكومة باستخدام الخرسانة المنتجة محلياً فقط. في مارس 2012، منحت ساليني الشركة الإيطالية تراتوس كافي سبا عقداً لتوريد الكابلات المنخفضة وعالية الجهد للسد. وستقوم شركة ألستوم بتوفير ثمانية 375 ميغاواط من توربينات فرانسيس للمرحلة الأولى من المشروع، بتكلفة 250 مليون يورو. واعتباراً من أبريل 2013، تم الإنتهاء مما يقرب من 20% من اكتمال المشروع. وما زال حفر الموقع وصب الخرسانة جارية. وقد تم الانتهاء من تركيب محطة خرسانة وتوجد أخرى تحت الإنشاء. كما تم الانتهاء من تحويل النيل الأزرق يوم 28 مايو عام 2013 وتميزت مراسم الإحتفال في اليوم نفسه.

## المنافع

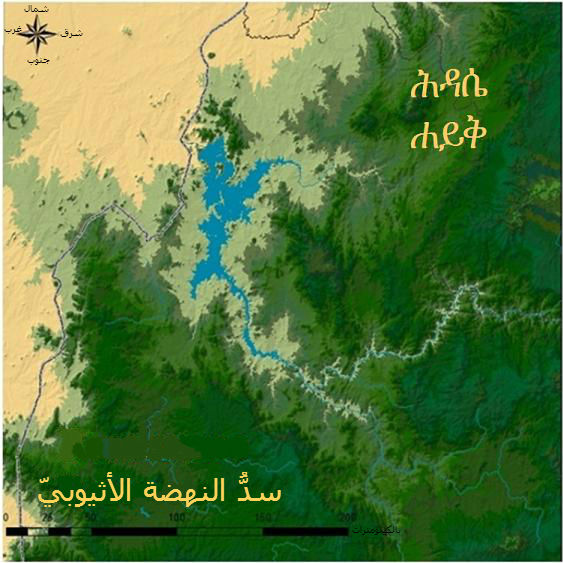
خزان النهضة

هناك فوائد كبيرة للسد ومنها القيام بإنتاج الطاقة الكهرومائية. الكهرباء التي تُنتج بواسطة محطة الطاقة الكهرومائية ثم ستُباع لإثيوبيا والدول المجاورة بما في ذلك السودان ولبيع الكهرباء من السد سيتطلب بناء خطوط نقل ضخمة.
وستتكون مراكز استهلاك وفقد للطاقة مثل العاصمة الإثيوبية أديس ابابا والعاصمة السودانية الخرطوم، وكلاهما يقع أكثر من 400 كم من السد. هذه المبيعات الناتجة عن السد من شأنها أن تأتي على رأس محطات الكهرباء التي من المتوقع أن يتم بيعها عن غيرها من محطات الطاقة الكهرومائية الكبيرة التي هي أيضاً قيد الإنشاء في إثيوبيا، مثل سد جيلجل جيب 3.
معامل الحمل المائي المخطط له = إنتاج الكهرباء المتوقعة مقسومة على الإنتاج المحتمل. إذا استخدمت محطة توليد الكهرباء بشكل دائم بكامل طاقتها فسيمثل 33٪ فقط مقارنة بـ 45-60 ٪ عن غيرها من محطات الطاقة الكهرومائية الصغيرة، في إثيوبيا. النقاد يقولون بأن السدود الصغيرة تكون أكثر فعالية من حيث التكلفة.

## الآثار البيئية والاجتماعية

### خزان النهضة
ويبدو أن بعض أشكال الدراسات البيئية تم الاتخاذ بها، منذ أن ذكرت الصحف أن لجنة دولية قد قامت بدراسة بيئية في عام 2012. المنظمات غير الحكومية الدولية قد كلفت الباحث المحلي لإجراء زيارة ميدانية نظراً لقلة المعلومات المتاحة.
تتأثر المشاورات العامة حول السدود في إثيوبيا طبقاً للمناخ السياسي في البلاد. تقارير الأنهار الدولية تقول بأن المحادثات مع جماعات المجتمع المدني في إثيوبيا تشير إلى أن خطط قطاع الطاقة في الحكومة هو أمر محفوف بالمخاطر للغاية، وهناك مخاوف مشروعة من الاضطهاد الحكومي. وبسبب هذا المناخ السياسي، لاتوجد مجموعات تسعى بنشاط لتتبع القضايا المحيطة بسدود الطاقة الكهرومائية، ولا تُرفع علناً المخاوف بشأن المخاطر.
. في هذه الحالة، قد تم تنظيم مشاورات عامة محدودة للغاية وغير كافية " أثناء تنفيذ السدود الكبرى. وفي يونيو 2011، تم سجن الصحفي الإثيوبية ريوت أليمو Reeyot بعد أن أثيرت تساؤلات حول سد الألفية المقترح الكبرى. وقد تلقى موظفو منظمة الأنهار الدولية تهديدات بالقتل. في غضون ذلك، دعا الرئيس الراحل ميليس زيناوي المعارضين للمشروع المتطرفين الطاقة المائية " و«أشار على المجرم» في مؤتمر للرابطة الدولية للطاقة الكهرومائية (IHA) في أديس أبابا في أبريل 2011. وفي المؤتمر، احتضنت المنظمة إثيوبيا وصرحت بأن سلطة الدولة هي «شريك الاستدامة».

### التأثير على إثيوبيا
بما أن النيل الأزرق هو نهر موسمي للغاية فإن السد يمكن أن يكون ضارا، إذ سيقلل نسبة الزراعة بسبب انحسار الفيضانات في وادي النهر للمصب، وبالتالي سيحرم الحقول من الماء. السد أيضاً يمكن أن يكون بمثابة جسر عبر نهر النيل الأزرق، وليستكمل الجسر الذي كان تحت الإنشاء في عام 2009 من مجرى النهر.
تقييم مستقل يقدر أن 5,110 شخصا على الأقل سيتم إعادة توطينهم ونقلهم من منطقة الخزان ومنطقة المصب، كما من المتوقع أن يؤدي السد إلى تغيير كبير في مصايد الأسماك. ووفقاً لباحث مستقل أجرى أبحاثا في المنطقة حيث يجري بناء السد، سيتم نقل 20,000 شخص. ووفقا لنفس المصدر، فهناك خطة لنقل هؤلاء الذين نُقلوا، وتم إعادة توطينهم، وإعطائهم أكثر مما كان متوقعاً في التعويض.. لم يسبق للسكان المحليين أن رأوا السد قبل ذلك ولم يكونوا متأكدين مما هو السد في الواقع، على الرغم من اللقاءات المجتمعية التي تم إبلاغ المتضررين لها حول آثار السد على مصادر رزقهم. وباستثناء عدد قليل من كبار السن، ومقابلات مع ما يقرب من جميع السكان المحليين " أعربوا جميعاً عن أملهم في أن يجلب المشروع شيئا من المنافع لهم وذلك من حيث التعليم والخدمات الصحية أو إمدادات الكهرباء وذلك على أساس المعلومات المتاحة لهم. على الأقل، بعض المجتمعات الجديدة بالنسبة لأولئك سيكون نقلهم في منطقة مناسبة وبعيدة عن منطقة الخزان ومنطقة عازلة بمسافة 5كيلومتر وذلك لمكافحة الملاريا التي لن تكون مناسبة للإقامة. كما سيأخذ في الإعتبار تدبير بعض المناطق لمكافحة تآكل المنبع من أجل الحد من النحر وترسب الطمي بالخزان.

### التأثير على السودان ومصر
التأثير الدقيق للسد على دول المصب غير معروف. مصر تخشى من انخفاض مؤقت من توافر المياه نظراً لفترة ملء الخزان وانخفاض دائم بسبب التبخر من خزان المياه.
يبلغ حجم الخزان حوالي ما يعادل التدفق السنوي لنهر النيل على الحدود السودانية المصرية (75 مليار متر مكعب). من المرجح أن تنتشر هذه الخسارة إلى دول المصب على مدى عدة سنوات. وقد ورد أنه بخلال ملء الخزان يمكن أن يُفقد من 11 إلى 19مليار متر مكعب من المياه سنوياً، مما سيتسبب في خسارة مليوني مزارع دخلهم خلال الفترة من ملء الخزان. ويزعم أيضاً، بأنها ستؤثر على إمدادات الكهرباء في مصر بنسبة 25 % إلى 40 %، في حين يجري بناء السد حالياً. حسابات الطاقة الكهرومائية في الواقع أقل من 12 في المئة من إجمالي إنتاج الكهرباء في مصر في عام 2010 (14 من أصل 121 مليار كيلو وات في الساعة)  حتى أنه سيحدث انخفاض مؤقت بنسبة 25% من إنتاج الطاقة الكهرومائية وسُيترجم إلى انخفاض مؤقت في إنتاج الكهرباء الإجمالي المصري لما هو أقل من 3%. سد النهضة الإثيوبي الكبير يمكن أن يؤدي أيضاً إلى خفض دائم في منسوب المياه في بحيرة ناصر، إذا تم تخزين الفيضانات بدلا من ذلك في إثيوبيا. وهذا من شأنه تقليل التبخر الحالي لأكثر من 10 مليارات متر مكعب سنويا، ولكن سيكون من شأنه أيضاً أن يقلل من قدرة السد العالي في أسوان لإنتاج الطاقة الكهرومائية لتصل قيمة الخسارة لـ100ميجاوات بسبب انخفاض مستوى المياه بالسد بمقدار 3م. وأيضا يعتبر ملف نهر النيل من الملفات الهامة بالنسبة لمصر منذ سنين. حيث حدثت الكثير من التوترات في العلاقات المصرية مع دول حوض النيل خاصة في تسعينات القرن الماضي، والتي كانت هذه العلاقات بين التحسن والتوتر من فترة لأخرى.و هذا كله نتيجة سوء الإدارة المصرية لهذا الملف الذي يعتبر من أهم الملفات التي تؤثر على مصر.الإهمال المصري استمر تجاه ملف النيل سواء كان على مستوى الرئاسة أو الخارجية المصرية وكذلك أيضا على مستوى الاستثمار.مصر تسعى للتنسيق مع دول حوض النيل فيما يتعلق بالمشروعات التي سوف تقيمها لان هذه المشروعات قد تؤثر على حصة مصر من المياه.مصر تسعى لتامين مصادر الطاقة على مجرى النيل (السد العالي) لتامين التنمية الصناعية والزراعية وغيرها. نهر النيل يعتبر من أهم مصادر التنمية بالنسبة لمصر واستقرار النيل يعنى استقرار مصر وامنها لان المياه هي المورد الاستراتيجي لمصر.الصراع القادم سوف يكون من اجل الماء.
السد سيحتفظ بالطمي. وبالتالي فإنه سيتم زيادة فترة الحياة والاستفادة من السدود في السودان - مثل سد الروصيرص والسد سنار وسد مروي - والسد العالي في أسوان بمصر. ان الآثار المفيدة والضارة للسيطرة على الفيضانات ستؤثر على الجزء السوداني من النيل الأزرق، تماما كما سيؤثر على الجزء الإثيوبي من النيل الأزرق لمصب السد.

## ردود الفعل
مصر لديها مخاوف جدية حول مشروع السد وطلبت الفحص والتفتيش على تصميم ودراسات السد، من أجل تهدئة المخاوف، ولكن رفضت إثيوبيا هذا الطلب ما لم تتنازل مصر عن حق الفيتو على توزيع المياه. وبعد لقاء بين وزراء المياه من مصر والسودان وإثيوبيا في مارس 2012، قال الرئيس السوداني البشير إنه يؤيد بناء السد.
تم التوقيع على معاهدة النيل التي وقعتها الدول المتشاطئة العليا في عام 2010، ولكن اتفاق التعاون الإطاري، لم يوُقع من خلال مصر أو السودان، نظراً لأنه ينتهك معاهدة 1959 التي تعطي حقوق حصرية للسودان ومصر في مياه النيل. ولكن توفر مبادرة حوض النيل إطار للحوار بين جميع دول حوض النيل.
أنشأت مصر وإثيوبيا والسودان لجنة دولية من الخبراء لمراجعة وتقييم تقارير دراسة السد. وتتألف اللجنة من 10 أعضاء؛ 6 خبراء من 3 دول و4 خبراء دوليين في مجالات الموارد المائية والنمذجة الهيدرولوجية، وهندسة السدود والاجتماعية الاقتصادية، والبيئية  وعقد الفريق اجتماعه الرابع في أديس أبابا في نوفمبر 2012. واستعرض وثائق حول الأثر البيئي للسد وقاموا بزيارة موقع السد. وقد قدموا تقريرهم الأولي إلى الحكومات المعنية في نهاية مايو 2013. وعلى الرغم من أن التقرير الكامل لم يتم عرضه علنياً، ولن يكون حتى يتم مراجعته من قبل حكومات مصر وإثيوبيا على السواء وإدراج تفاصيل الإفراج عنهم. قالت الحكومة الإثيوبية أنه وفقا للتقرير، أن تصميم السد يستند على المعايير والمبادئ الدولية " من دون تسمية تلك المعايير والمبادئ. وقالت أيضا أن السد " يقدم فائدة عالية لجميع الدول الثلاث ولن يسبب ضرراً كبيراً على كل من البلدان المتشاطئة ". ووفقا للحكومة المصرية، فإن التقرير " أوصى بتغيير وتعديل أبعاد وحجم السد ".
في 3 يونيو 2013 في حين مناقشة تقرير الفريق الدولي من الخبراء مع الرئيس المصري السابق محمد مرسي، اقترحت القيادات السياسية في مصر طرق لتدمير السد، بما في ذلك دعم المتمردين المناهضين للحكومة. دون علم هؤلاء في الاجتماع، نقل المناقشة على الهواء مباشرة. أثيوبيا طلبت من السفير المصري شرح الاجتماع. اعتذر كبير مساعدي مرسي ل«الإحراج غير المقصود» وأخرجت حكومته بيانا يشجع على حسن الجوار والاحترام المتبادل والسعي لتحقيق المصالح المشتركة دون إيذاء أي من الطرفين الآخرين، وصرح مساعد لرئيس الوزراء الإثيوبي أن مصر هي «... يحق لك اليوم الحلم»، واستشهد بالماضي بمحاولة مصر زعزعة استقرار إثيوبيا. ورد مرسي يعتقد أنه من الأفضل للدخول إثيوبيا بدلا من محاولة لإجبارهم. ومع ذلك، في 10 حزيران عام 2013، وقال ان «كل الخيارات مفتوحة»، لأن «الأمن المائي في مصر لا يمكن أن تنتهك على الإطلاق»، موضحا أنه لا يدعو إلى الحرب ولكن انه لن يسمح إمدادات المياه لمصر أن تكون المهددة بالانقراض.
في 23 مارس 2015، خلال القمة الثلاثية بين رؤساء مصر وإثيوبيا والسودان، في الخرطوم، وقّع الرئيس المصري عبد الفتاح السيسي ونظيره السوداني عمر البشير ورئيس وزراء إثيوبيا هايلى ديسالين، وثيقة إعلان مبادئ سد النهضة. وتضمن الاتفاق ورقة تشمل 10 مبادئ تلتزم بها الدول الثلاث بشأن سد النهضة تم التوقيع عليها من قبل الدول الثلاث ومرفق بها ورقة شارحة حول إيجابيات الاتفاق وانعكاساته على علاقات الدول الثلاث. وضم الإتفاق 10 مبادئ وتشمل مبدأ التعاون، التنمية والتكامل الاقتصادي، التعهد بعدم إحداث ضرر ذي شأن لأي دولة، الاستخدام المنصف والعادل للمياه، التعاون في عملية الملء الأول لخزان السد وتشغيله السنوي، مبدأ بناء الثقة، مبدأ تبادل المعلومات والبيانات، مبدأ أمان السد، مبدأ احترام السيادة ووحدة أراضي الدولة، ومبدأ الحل السلمي للنزاعات، فضلًا عن إنشاء آلية تنسيقية دائمة من الدول الثلاث للتعاون في عملية تشغيل السدود بشكل يضمن عدم الإضرار بمصالح دول المصب.
في 14 فبراير 2017 بدأ المكتب الفرنسي الرئيسي بى. آر. إل ومساعده أرتيليا عملهما في تنفيذ الدراسات الفنية لسد النهضة، والمتفق عليها مع الدول الثلاث مصر والسودان وإثيوبيا لمدة 11 شهرا، والتي تستهدف في المقام الأول وضع أسس استرشاديه لقواعد الملء والتخزين بما لا يؤثر على معدلات تدفق المياه في مجرى النيل الأزرق، فضلا عن عدم إلحاق الضرر بالسدود المقامة على مجرى النهر، أو نظم تشغيلها. وفي 12 مارس 2017 أوضح المكتب الفرنسي أن المعلومات التي قدمها الجانب الإثيوبي بشأن السد ناقصة، وطلب تصوير أجزاء محددة من السد باستخدام الأقمار الصناعية، حتى يتمكن المكتب الفرنسي من إنهاء عمله وتقديم تقرير شامل للجنة الفنية الثلاثية المعنية بمتابعة دراسات السد مع المكتب الفرنسي.
في 15 نوفمبر 2017 استضافت القاهرة على مدار يومين جولة من المفاوضات بين وزراء الموارد والري بالدول الثلاث. ورفض السودان وإثيوبيا الموافقة على التقرير الاستهلالي الذي أعده مكتب استشاري فرنسي حول سد النهضة الذي تبنيه إثيوبيا، فيما أكّدت مصر عدم التوصل إلى اتفاق. وفي 18 نوفمبر 2017 أكد الرئيس المصري عبد الفتاح السيسي السبت أن مياه النيل «مسألة حياة أو موت لشعب»، محذرا من المساس بحصة بلاده من المياه.
في 10يونيو 2018 خلال مؤتمر صحفي مشترك بين الرئيس المصري عبد الفتاح السيسي ورئيس الوزراء الإثيوبي أبي أحمد أقسم كلا الطرفين على عدم إضرار أي طرف بالآخر 
| سد النهضة                            | والله لن نقوم بأي ضرر بمياه مصر | سد النهضة |
| — أبي أحمد رداً علي طلب السيسي بالقسم |                                 |           |

في 5 أكتوبر 2019 أعلنت وزارة الموارد المائية والري المصرية أن مفاوضات سد النهضة الإثيوبي قد وصلت إلى طريق مسدود نتيجة لتشدد الجانب الإثيوبي، ورفضه كافة الطروحات التي تراعي مصالح مصر المائية، وتتجنب إحداث ضرر جسيم لها. في 22 أكتوبر 2019 أكد رئيس وزراء إثيوبيا، آبي أحمد، خلال جلسة استجواب في البرلمان الإثيوبي إنه إذا اضطرت بلاده إلى خوض حرب بشأن سد النهضة، فيمكن لها أن تحشد الملايين من أجل المواجهة وإذا تمكن البعض من إطلاق صاروخ، فيمكن للآخرين استخدام القنابل.
في 16 يناير 2020 أعلن وزراء خارجية مصر والسودان وإثيوبيا، إضافة إلى الولايات المتحدة الأمريكية والبنك الدولي، الانتهاء إلى 6 نقاط أساسية ستعتبر نواة الاتفاق النهائي الشامل بشأن سد  النهضة الإثيوبي.وفي 3 مارس 2020 اتهمت أثيوبيا الولايات المتحدة بتجاوز دورها كمراقب محايد بعد أن قالت الولايات المتحدة إنه ينبغي عدم استكمال السد دون اتفاق.
في 16 يونيو 2020 تقدمت مصر بطلب إلى مجلس الأمن بالأمم المتحدة حول سد النهضة الأثيوبي تدعو فيه المجلس إلى التدخل من أجل تأكيد أهمية مواصلة الدول الثلاث مصر وأثيوبيا والسودان التفاوض بحسن نية تنفيذا لالتزاماتها وفق قواعد القانون الدولي. وفي 27 يونيو 2020 أكدت إثيوبيا أنها ستبدأ ملء سد النهضة خلال أسبوعين، في الفترة التي سيتم خلالها استكمال أعمال البناء.
في 15 يوليو 2020 أعلن وزير الري الأثيوبي عن البدء في ملئ سد النهضة رغم عدم التوصل إلى اتفاق بين الدول الثلاثة مصر والسودان وإثيوبيا مؤكداً أن صور الأقمار الاصطناعية الأخيرة لسد النهضة كانت صحيحة. وأعلنت بعدها وزارة الري والموارد المائية السودانية تراجع منسوب مياه نهر النيل الأزرق بما يعادل 90 مليون متر مكعب مما يؤكد إغلاق بوابات سد النهضة.